# Mihail Vasiljevič Lomonosov

Mihail Vasiljevič Lomonosov [mihaíl vasíljevič lomonósov] (rusko Михаи́л Васи́льевич Ломоно́сов), ruski polihistor, profesor, fizik, kemik, enciklopedist in umetnik, * 19. november (8. november, ruski koledar) 1711, vas Mišaninska, Arhangelogorodska gubernija, Ruski imperij (sedaj vas Lomonosovo, Arhangelska oblast, Rusija) ob Belem morju, † 15. april (4. april) 1765, Sankt Peterburg, Ruski imperij (sedaj Rusija). Po njem se od leta 1940 imenuje Moskovska državna univerza M. V. Lomonosova, ki jo je leta 1755 sam ustanovil.

## Rojstvo in otroštvo
Lomonosov se je rodil kmetu, Vasiliju Dorofejeviču Lomonosovu, ki je bil hkrati tudi ribič, in od svojega devetnajstega leta je tudi sam živel kot druga mladina, ter hodil na ribolov z očetom. Ker se je odločil šolati v Moskvi, je moral njegov oče še dolgo po njegovem odhodu plačevati davek za odsotnost. V rodnem kraju se je Mihail pri cerkovniku mestne Dimitrijeve cerkve S. N. Sabelnikovu naučil brati in pisati, zaradi močnega glasu pa je tudi pel na koru. Do odhoda v Moskvo je po lastnih besedah prejel knjige: Slovnica Smotrickega, Pesniški psalter Polockega in Aritmetika Magnickega, ki je izšla leta 1703.

## Šolanje
7. decembra 1730 je v hudi zimi odšel iz rodne vasi v Moskvo. Sprejet je bil na Slovansko - grško-latinsko akademijo. Med petletnim šolanjem je pridobil veliko znanja, tako, da je bil leta 1735 izbran za štipendista leta na leta 1724 ustanovljeni ruski Akademiji znanosti v St. Petersburgu. Akademija je Mihaila še z dvem študentoma poslala na šolanje v Nemčijo. Študiral naj bi metalurgijo, vendar je študij kmalu opustil in živel na skrivaj. 6. junija 1740 se je poročil s hčerjo cerkvenega starešine Elizabeto Zilch. Želel se je vrniti nazaj v Rusijo, vendar je bilo to tvegano, kajti ni imel dovoljenja Akademije. Vpisal se je med nemške vojake, vendar je prav kmalu zbežal.
8 junija 1744, potem, ko je dobil dovoljenje, da se sme vrniti v Rusijo, se je tja tudi vrnil. Ženo je pustil v Marburgu, in ji rekel, da ji bo sporočil, kdaj naj pride za njim. Čez tri leta se je žena sama odpravila v Rusijo, medtem ko je isti čas Mihail napisal pismo, naj pride. Med tem je imel Lomonosov težave na ruski Akademiji, ker se je rad tepel in med sejami se je grdo obnašal, zato je bil več kot pol leta zaprt na svojem domu. Nato se je javno opravičil. Lomonosov je bil namreč kot pravi ruski medved in zlahka je premagal tudi po tri silake naenkrat.

## Službovanje na Akademiji in njegova raziskovanja
25.7.1744 je postal redni akademik in profesor na univerzi, ki je bila v sklopu Akademije. Leta 1748 so zanj sezidali velik kemijski laboratorij. »Kemik brez laboratorija je kot zvezdogled brez zvezdarne«, je nekoč dejal. V svojem novem laboratoriju je imel tri prostore: največji je bil namenjen eksperimentiranju in v njem so bile tudi visoko zmogljive peči, ki jih je kasneje uporabil za taljenje stekla za mozaike. V manjših dveh pa je bil en prostor predavalnica, drugi pa skladišče. Večino znanstvenih del je napisal v latinščini in skoraj vsa so obležala med rokopisi v arhivih Akademije.
V Nemčiji je študiral metalurgijo in rudarstvo, v Rusiji se je najprej ukvarjal s fiziko, druga znanost je bila kemija do leta 1757, od leta 1757 do smrti pa je delil svoje zanimanje med navtiko, geografijo, topografijo, mineralogijo in drugimi. V zadnjem obdobju njegovega življenja je veljala glavna skrb steklenim mozaikom, tehnologiji in umetnosti.

## Raziskovanja
Zanimivo je to, kako si je razlagal nekatere fizikalne in kemijske pojave. Šele čez več desetletij so znanstveniki znali potrditi njegove hipoteze. Po Lomonosovu je vsako fizikalno telo sestavljeno iz skupka snovnih delcev, ki so fizikalno nedeljivi in ki se lahko med seboj spajajo. Vsak ta delec ima že lastnosti telesa, ki ga sestavlja. Telesa imajo že lastnosti, ki jim jih določijo ti delci. Tako barvo, okus; tudi lastnosti, kot so toplota, mraz, teža, so posledica skupnega delovanja teh delcev.
Kemično raznolikost delcev povzročajo različni kemijski delci. To so snovi, ki jih tudi kemično ne moremo več deliti. Snovi so sestavljene iz delcev-skupkov... Različne sestave delcev dajo različne snovi. Kemik mora obvladati fiziko, ker izhaja vse njegovo delo iz fizike (materialnih delcev). Razlikujemo dve vrsti delcev, manjše (elemente) in večje (ki so zloženi iz več elementov ali korpuskul).
Te ugotovitve so tako moderne, a jih ni nikoli objavil. Javno jih je povedal le svojim učencem na Akademiji.
Leta 1744 je predaval o izvoru toplote in mraza. Tudi tu je razvil nekaj čisto novega. Vzrok za toploto je gibanje, toda gibanje delcev v samem telesu, ne pa gibanje, povzročeno od zunaj. Ti delci se lahko gibljejo na tri načine: postopno, kadar zamenjajo mesta eden nasproti drugemu, nihče, če gibajo sem in tja in če se vrte okoli svoje osi. Trdna telesa imajo samo tretjo možnost, po kateri se njih delci gibljejo. Pri vrtenju okrog svoje osi lahko predajo toploto drugim snovem z dotikom. Če taka telesa talimo, je to vrtenje vse hitrejše in med delci se razdalja poveča. Tako si lahko predstavljamo, da je gibanje (vrtenje) pri višji temperaturi hitrejše, pri nižji pa postopoma pojema, in zelo velik mraz bi povzročil, da bi vse obmirovalo.
Ukvarjal se je tudi s kalcinacijo in je mislil vsa svoja opazovanja izdati v razpravi, a ni nikoli prišel do tega. Razlikuje gorljivo snov, tisto, ki povzroči, da se vžge smodnik, in tisto, o kateri so takrat razpravljali filozofi, flogiston. Toda zdelo se mu je, da je dejstvo, ki ga je dajala takratna znanost, napačno. Ponovil je poskus, ki ga je leta 1673 opravil Robert Boyle. V retorto je dal kovino in jo hermetično zaprl ter segreval. Ko se je svinec spremenil v svinčev oksid, je retorto odprl, takrat je slišal rahel piš. Nato je retorto stehtal in mase je bilo več, kot pred poskusom, ker je namreč posodo odprl, preden jo je po končanem poskusu stehtal. To mu je bil dokaz, da ognjena snov, torej flogiston, lahko prehaja skozi steklo posode in se spaja s kovino.
A leta 1756 je Lomonosov poskus ponovil: »Delal sem poskus v steklenih, dobro zaprtih posodah, da bi raziskal, če se teža kovin res poveča od samega žara. Pri tem poskusu sem dognal, da je mnenje slavnega Boyla napačno, ker ostane brez vstopanja zunanjega zraka v posodo teža sežgane kovine enaka.«
Leta 1773 je poskus ponovil Lavoisier. Očitali so mu, da si je prisvojil dognanja Lomonosovega in da opazovanja niso njegova. To pa ne drži, kajti Lomonosov svojih raziskanj ni nikoli objavil, pa še poskus je bil opravljen že dolgo pred tem, ko se je Lavoisier začel zanimati za kemijo.

## Misli Lomonosova o kemiji
»Za vse spremembe, ki nastajajov naravi, velja: kjer se nekaj odvzame od kakega telesa, toliko se da drugemu. Se pravi, če se snov nekje zmanjša, se na drugem mestu poveča, koliko dlje ostane nekdo buden, toliko bolj se mu zmanjšuje spanje. Ta obči zakon narave velja tudi za zakone gibanja: telo, ki s svojim gibanjem spravi v gibanje drugo telo, izgubi toliko svoje energije, kolikor je da drugemu, ki ga premakne.« (»Iz razprave Razmišljanje o tekočem in trdnem stanju teles.«)

## Nasveti za dosledno delo v laboratoriju
1. Za kemična dela je potrebno naravne snovi najprej in z vso možno pazljivostjo očistiti vseh tujih snovi, da ni v njih nobene primesi, ki bi pri drugem poskusu mogle povzročiti zmoto in nas zavesti.
2. Da lahko bolje dokažemo, da so te enostavne snovi dobljene iz sestavljenih, imam namen, da jih spet združim, kolikor je to mogoče.

Njegov učenec V. Klementjev je zabeležil v svoji disertaciji: »De incermentoponderis, quod singula metalla aquirunt post praecipitatoines« (O zvečanju teže kovin pri precipitaciji) leta 1754 tole misel: »Mislim, da ni učenjaka, ki ne bi vedel, kako veliko število kemičnih poskusov je treba narediti, pri tem pa ni mogoče zanikati, da avtorji radi molčijo o tako pomembnih podatkih, kot sta mera in teža. Koliko pa prav ti dve stvari doprineseta k jasnosti in resničnosti poskusa, spozna vsakdo, ki pridno dela take poskuse... Brez mere in teže ne moremo niti ponoviti pojava, ki ga je opazoval že kdo pred nami; to tudi pojasnjuje, zakaj uspe tako malo ali skoraj nič poskusov, ki so opisani in jih ponavljajo. Zato mora vsakdo, ki hoče delati fizikalne ali kemične poskuse, neizogibno pri tem vedno uporabljati mero in težo.«
Leta 1748 je poslal nekatera svoja dela v pregled in oceno matematiku Eulerju, ki je o njih zapisal: »Vse beležke g. Lomonosovega s področja fizike in kemije, niso samo odlične, saj zelo nazorno in originalno zanimivo razlaga popolnoma neznane in za največje genije nerazumljive pojave; prepričan sem, da so njegove razlage pravilne.«
Za kemijo je Lomonosov nekje zapisal: »Kemija bo prva voditeljica pri odkrivanju notranjih sijajnih zgradb v telesih, prva, ki bo poniknila v skrivnosti njihove notranjosti, prva, ki nam bo omogočila, da se bomo spoznali z namanjšimi delci.«

## Lomonosov in umetnost
Hkrati kot z naravnimi znanostmi in v enaki meri se je ukvarjal tudi s pesništvom, govorništvom, rusko slovnico, zgodovino in zemljepisom. S pesništvom se je zažel ukvarjati zato, ker so v Akademiji potrebovali priložnostne hvalnice na premilostljivo cesarico Elizabeto Petrovno. Ker so jih takrat pisali tujci, Nemci, so bile napisane v nemščini. Lomonosov je znal nemško in jih je za rusko rabo najprej prevajal iz nemščine. Tako je, na primer, prevedel Voltairovo hvalnico Frideriku II. Pruskem. Ker pa je v akademiji že sam pesnil, se je kmalu spravil na sestavljanje lastnih pesnitev. Ob peti obletnici vladanja Elizabete je že naredil samostojno pesem, zanjo je dobil 2000 rubljev nagrade, kar je bila takrat triletna plača profesorja na Akademiji. Vsega skupaj je napisal 273 različnih pesmi, veliko število je bilo hvalnic ob dvorskih jubilejih. Rekel je: »Pesništvo je moja tolažba, fizika je moja vaja.«
25. novembra 1749 je imel v Akademiji javni govor-predaval ni niti o fiziki niti o kemiji, pač pa je prebral svojo odo Petru Velikemu. Uspeh je bil dokaj velik. Po nalogu Akademije je napisal tudi dve drami: leta 1758 tragedijo »Tamira in Selim«, nato pa še tragedijo »Dolofant«. To so bile prve drame v ruskem jeziku.

### Od kemika do pesnika
V pismu je svoje življenje na dveh bregovih predstavil takole: »Kar se tiče mojih opazovanj iz fizike in kemije, da bi jih popolnoma opustil, ni nobene potrebe, niti to ni mogoče. Vsak človek potrebuje pri svojem delu oddih. Ko opravi nujno in potrebno delo, si z gosti ali domačimi krajša čas ob kartah, šahu ali drugih zabavah ali celo s tobakovim dimom, čemur sem se že odpovedal, ker v vsem tem nisem našel drugega kot dolgočasje; in tako se zanašam na to, da je tudi meni dovoljen od dela oddih, ki ga vlagam v raziskavo in pisanje ruske zgodovine, v izboljšavo ruske besede, in to po nekaj ur na dan, ki bi jih porabil pri biljardu. In končno lahko prinesejo slavo, komaj manjšo kakor prvo delo.«

## Lomonosov - kemik, fizik in še marsikaj

### Morjeplovstvo
Leta 1763 je predal admiralu Pavlu Petroviču delo: »Kratek opis raznih potovanj po Severnem ledenem morju in opis možnega prehoda prek Sibirskega oceana v Vzhodno Indijo«. Dve leti po njegovi smrti je res odšla odprava v Severno morje. Admiral Čičagov je prišel do 80° severne širine, potem pa se je vrnil, ker ga je ustavil led. Toda Lomonosov je slutil pravilno, prehod je; severno od Sibirije je ledeno morje. Ta pot je še danes uporabna.

### Steklarska tovarna
Zadnja leta svojega življenja je postal podjetnik in tovarnar. Naredil je tovarno za barvaste steklene izdelke in izdeloval je umetniške slike, sestavljene iz barvastih steklenih kvadratkov - mozaike. V to dejavnost je usmeril veliko svojih sil in pa tudi financ, zaradi česar je imel težave.
Navdih je dobil pri italijanskih mozaikih. Toda Lomonosov ni vzel naravnih kamenin, pač pa si je s kemijskih znanjem pripravil bogat izbor stekel v vseh odtenkih. Uspelo mu je narediti barvilo - prusko modrilo - po metodi, ki je bila cenejša kot pa uvoženo barvilo. V laboratoriju je tri leta pisal dnevnik, v katerega je zapisal preko 4000 poskusov za sintezo različnih barv. O svojih poskusih pravi januarja 1750 takole: »V pretekli tretjini leta sem po načrtu delal na obarvanju različnih stekel, tako za proučevanje teorije barve, kot za različne potrebe po emajliranju, pri čemer sem dobro uspel. V tej tretjini leta pa bom poskusil napraviti različna stekla, tudi v oba namena.«
Ko je uspel in dobil stekla poljubne barve, jih je zbrusil in položil na narisano predlogo. Vezal in lepil jih je s posebnim cementom. Ko je sliko končal, jo je še enkrat zbrusil.
Pri delu so mu pomagali študenti kemije, eden izmed njih si je kasneje postavil svojo tovarno stekla. Dva sta po smrti Lomonosa še nekaj časa nadaljevala z delom.
Lomonosov je uspel do te mere, da je dobil od senata 14. decembra 1752 potrdilen odgovor na prošnjo, da bi mu dodelili posestvo z gozdom in 200 moškimi dušami (tlačani), na katerem bi postavil tovarno barvnega stekla; vračal bi po 4000 rubljev trideset let, med tem časom pa ne bi smeli postaviti v Rusiji nobene takšne tovarne. Senat mu ni odobril tlačanov, le te mu je kasneje dodelila carica, 211 tlačanov iz okoliških vasi. Lomonosov ni imel recepture za barvanje stekla. Snovi za steklo je vedno sam izbiral in vodil pripravo v pečeh. Njegova tovarna je izdelovala steklenice, vrče, glavice za palice, posipalnice, skledice, šilca, pisemske obtežilnike, zaponke, tobačnice, vlite plošče in raznobarvno stekleno posodo. Toda tovarna ni in ni šla, izdelke so slabo prodajali, nič ni bilo dobička, a opustiti je vendarle ni hotel. Mozaike so delali posebej. Naredili so jih enaindvajset, za katere je Lomonosov sam izdelal načrte. Ko je dobil naročilo za dogodke iz življenja carja Petra Velikega, si je denarno delno opomogel. Toda naredili so samo enega, mozaik bitke »Poltavska bitka« (danes je slika v Katarininem dvorcu v Puškinovem pri Leningradu), drugega, »Zavzetje Azova«, ni več dokončal, ker je prej umrl, pa tudi sodelavci ga ni so dokončali. Ko je prišla na prestol Katarina, bi bili Lomonosova skoraj upokojili, ker je bil zaveznik prejšnje carice in njenih privržencev. Toda Katarina je vendarle dopustila, da ostane na Akademiji, 7.6.1761 ga je celo obiskala na njegovem domu v kamniti hiši na bregu Mojke, ki si jo je zgradil leta 1757, ogledala si je mozaična dela ter jih pohvalila. Tovarno so zaprli šele leta 1768, ko sta tako sklenila Lomonosova hči in njen mož.

## Jesen življenja
Lomonosov je umrl po dolgi bolezni 4. aprila 1765. Že leta 1762 so se mu odprje rane na nogah, da je večino časa prebil negiben v postelji. V začetku leta 1765 je še hodil na seje Akademije, da se je lahko tam kregal in prepiral. Konec marca pa je obležal. Po smrti je grof Orlov, svetovalec Katarine, zasegel vse Lomonosove zapiske, jih pregledal in zaplenil tiste, ki so imele kakršno zvezo z državnimi zadevami. Preostale pa so vrnili njegovim potomcem.

## O njegovem značaju
»Povsod je bil enak: doma, kjer so vsi trepetali pred njim, na dvoru, kjer je vlekel paže na ušesa, v Akademiji, kjer si, kot pravi A. L. Schlenzer, pred njim niti čivkniti ni so upali... Rojen v nizkem stanu, si je mislil, da se bo dvignil s predrznostjo in če bo po domače govoril z ljudmi višjega stanu, kot je bil on sam. No, zato pa se je znal sam braniti in se je okoriščal s pokroviteljstvom svojih zaščitnikov, kadar je šlo za čast ali za zmago lastnih najljubših idej. Združeval je izredno moč volje z nenavadno veliko močjo razuma. Lomonosov je obvladal vse veje znanja. Tej duši, ki je bila polna strasti, je bila želja za znanostjo najmočnejša strast. Zgodovinar, govornik, mehanik, kemik, mineralog, umetnik in pesnik - vse to je bil in v vsem temeljit.«

## Lomonosov kot pomembna osebnost v zgodovini
Lomonosov je bil človek, ki se je iz nič povzpel do slave. Leta 1755 je napisal »Rusko slovnico«, za katero je napisal: »Če česa ne moremo natančno povedati, temu ni kriv naš jezik, pač pa moje pomanjkljivo poznavanje jezika.«
Aleksander Puškin je o Mihailu Vasiljeviču Lomonosovemu dejal tele misli: »Lomonosov je bil velik človek. Med Petrom I. in Katarino II. je bil edini nositelj razsvetljenstva. Ustvaril je prvo univerzo, še bolje povedano, on je bil naša prva univerza.«
Bi bila mar zanj primerna tale pesem: 